# Ara kasztanowoczelna

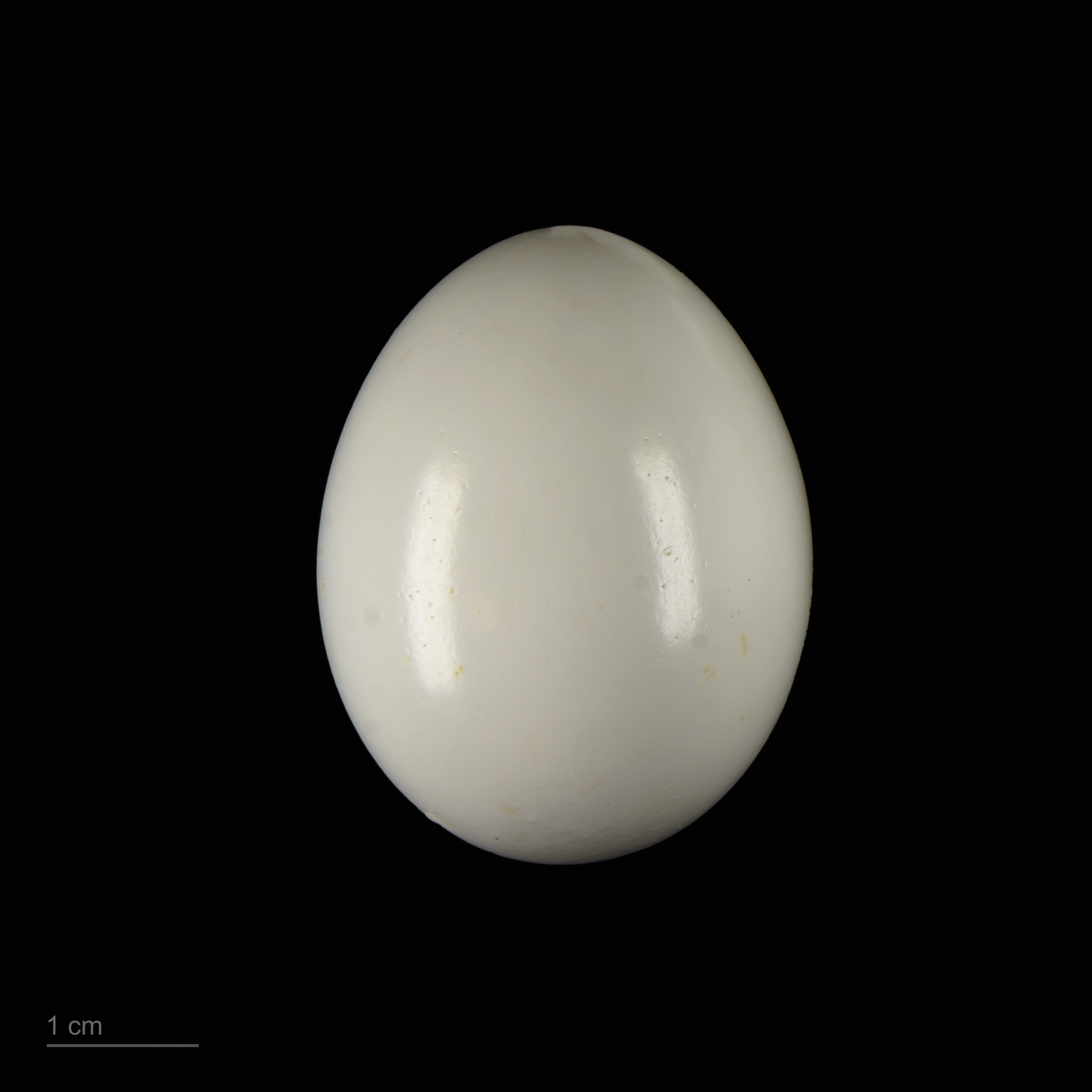
Ara severus

Ara kasztanowoczelna (Ara severus) – gatunek dużego ptaka z rodziny papugowatych (Psittacidae), podrodziny papug neotropikalnych (Arinae). Zamieszkuje północną połowę Ameryki Południowej oraz wschodnią Panamę. Nie jest zagrożona wyginięciem.

## Taksonomia
Po raz pierwszy gatunek opisał Karol Linneusz w 1758 na podstawie holotypu z okolic Amazonki. Nowemu gatunkowi nadał nazwę Psittacus severus. Obecnie (2017) Międzynarodowy Komitet Ornitologiczny umieszcza arę kasztanowoczelną w rodzaju Ara. Uznaje gatunek za monotypowy. Niektórzy autorzy dzielą arę kasztanowoczelną na dwa podgatunki, ptaki z zachodnich części zasięgu umieszczając w podgatunku A. s. castaneifrons. Są one większe od ptaków ze wschodu, jednak zmiany te mają charakter ekokliny.

## Morfologia
Długość ciała wynosi 46–51 cm, masa ciała 285–387 g (według innego źródła średnia masa ciała to 430 g). Upierzenie głównie zielone. Pióra na ciemieniu. Czoło, broda i obszar wokół nagiej skóry na policzku kasztanowe. Zgięcie skrzydła, okolice nadgarstka i pokrywy skrzydłowe mniejsze czerwone. Sterówki czerwonobrązowe z niebieską końcówką. Tęczówka żółta. Przód głowy nagi, jedynie z wąskimi czarnymi pasami z piór.

## Zasięg występowania
Zasięg występowania ary kasztanowoczelnej rozciąga się od wschodniej Panamy i Kolumbii przez zachodnie stoki Andów na wschód po Wenezuelę i Gujanę, dalej na południe po wschodni Ekwador, wschodnie Peru, wschodnią Boliwię i przez północną Brazylię na wschód po Amapá i Pará. Introdukowane zostały do południowej Florydy.

## Ekologia i zachowanie
Środowiskiem życia ar kasztanowoczelnych są lasy, roślinność wtórna i plantacje. Odnotowywane były do 1500 m n.p.m. Przebywają w parach lub małych grupach; większe stada tworzą podczas nocnego spoczynku. Żywią się nasionami, owocami i kwiatami.

### Lęgi
Okres lęgowy w Panamie przypada na luty, w Kolumbii i Surinamie trwa od marca do maja, w południowo-centralnej Brazylii od września do grudnia lub później. Ary kasztanowoczelne gniazda najchętniej umieszczają w wysokich, martwych palmach. Zniesienie liczy 2–3 jaja o wymiarach blisko 38,5 na 30,5 mm.

## Status
IUCN uznaje arę kasztanowoczelną za gatunek najmniejszej troski (LC, Least Concern) nieprzerwanie od 1988 (stan w 2017). Trend liczebności populacji uznaje się za spadkowy.